# Dinarolacerta mosorensis
La lucertola di Mosor (Dinarolacerta mosorensis Kolombatović, 1886) è un rettile squamato appartenente alla famiglia dei Lacertidi.

## Descrizione
Di taglia media, con il suo corpo esile e appiattito lungo 6-7 cm, la lucertola di Mosor ha un capo lungo e appuntito e una lunga coda ricoperta di squame carenate. Le parti superiori sono solitamente lucide (come «untuose») e di colori variabili tra bruno-grigiastro, olivastro o marrone, con macchie o screziature scure. Il dorso è solitamente di colore leggermente più chiaro rispetto ai fianchi, e questi ultimi spesso delimitati nella regione inferiore da squame ventrali marginali azzurre. Il ventre va dal giallognolo all'arancione, senza marcature. Ha una lunghezza totale di 15-22 cm.

## Biologia
La lucertola di Mosor è una delle lucertole più rare d'Europa, molto schiva e in grado di arrampicarsi con agilità. Dopo un lungo letargo invernale e accoppiamenti in maggio/giugno, tra fine luglio e agosto le femmine depongono 4-6 uova già molto sviluppate, che si schiudono dopo appena 3 settimane.

## Distribuzione e habitat
Questa specie popola diversi rilievi montuosi vicini alle coste e geograficamente isolati l'uno dall'altro tra sud della Croazia, Bosnia-Erzegovina, Albania e Montenegro, per esempio il Monte Mosor presso Spalato o il massiccio montuoso del Durmitor. Vive soprattutto su pendii rocciosi umidi e parzialmente ombreggiati ad altitudini comprese tra 500 e 1900 m, ma anche in foreste rade di latifoglie, tra cespugli di ginepro, presso sorgenti o in habitat carsici ombreggiati.